# Kunrau
Kunrau este o comună din landul Saxonia-Anhalt, Germania.